# Planloven
Lov om planlægning, populært kaldet Planloven, er en dansk lov, der opstiller de grundlæggende regler, offentlige myndigheder skal følge i planlægningen herunder:
- at forene de samfundsmæssige interesser
- at medvirke til at værne landets natur og miljø gennem forebyggelse af forurening
- at skabe og bevare værdifulde bebyggelser
- at inddrage offentligheden i planlægningen

## Plantyper
Planloven indeholder fire forskellige plantyper:
1. Landsplandirektiver
2. Regionplaner
3. Kommuneplaner
4. Lokalplaner

De forskellige planer er rangordnede således, at en plan af en given type ikke må stride mod planer på et højere trin. Det er alene lokalplaner, der er bindende for de enkelte grundejere.

## Vedtagelse
Planloven blev vedtaget af Folketinget i 1991 (lov nr. 388 i 1991) og samlede den tidligere planlovgivning, navnlig lands- og regionplanloven, kommuneplanloven og by- og landzoneloven i én lov.